# Pomponio Gaurico
 (mars 2025).
Pomponio Gaurico, en latin Pomponius Gauricus, est un poète italien de la Renaissance. Il est né en 1481 à Griffoni Valle Piana et mort vers 1530 à Castellammare di Stabia.

## Biographie
Pomponio est le frère de Luca Gaurico, né comme lui à Giffoni, et devient en 1515 professeur d’humanités à Naples. Il écrit un traité en latin sur la sculpture et les sculpteurs anciens, Pise, 1504, et Florence, 1508, in-8°. IMl est aussi poète. Il lit les écrits des poètes grecs et compose leurs vies, ainsi qu’un traité De arte poetica, Rome, 1541, in- 4°. Il parait de lui un grand nombre de pièces en vers qui eurent du succès.
Un jour étant parti de Sorrento pour aller à Castellammare di Stabia, il disparait tout à coup sans que depuis on ait pu savoir ce qu’il est devenu. On présume qu’ayant été attaqué en route, il a péri et que pour ne laisser aucun indice de ce crime, le tout a été jeté dans la mer. Cornelius Tollius donne à ce poète une place parmi les illustres lettrés malheureux dont il a fait l’histoire.